# Reserva natural del Estuario del Tajo
La Reserva Natural del Estuario de Tajo es una Área protegida portuguesa.
El estuario del río Tajo es la mayor zona húmeda del país y una de las más importantes de Europa, un santuario para peces, moluscos, crustáceos y, sobre todo, para las aves, que se detiene en él durante su migración entre el Norte de Europa y África. Es el mayor estuario de Europa Occidental, con cerca de 34 mil hectáreas, y alberga regularmente 50 mil aves acuáticas invernantes (flamencos, patos, aves limícolas, etc.).

## Caracterización

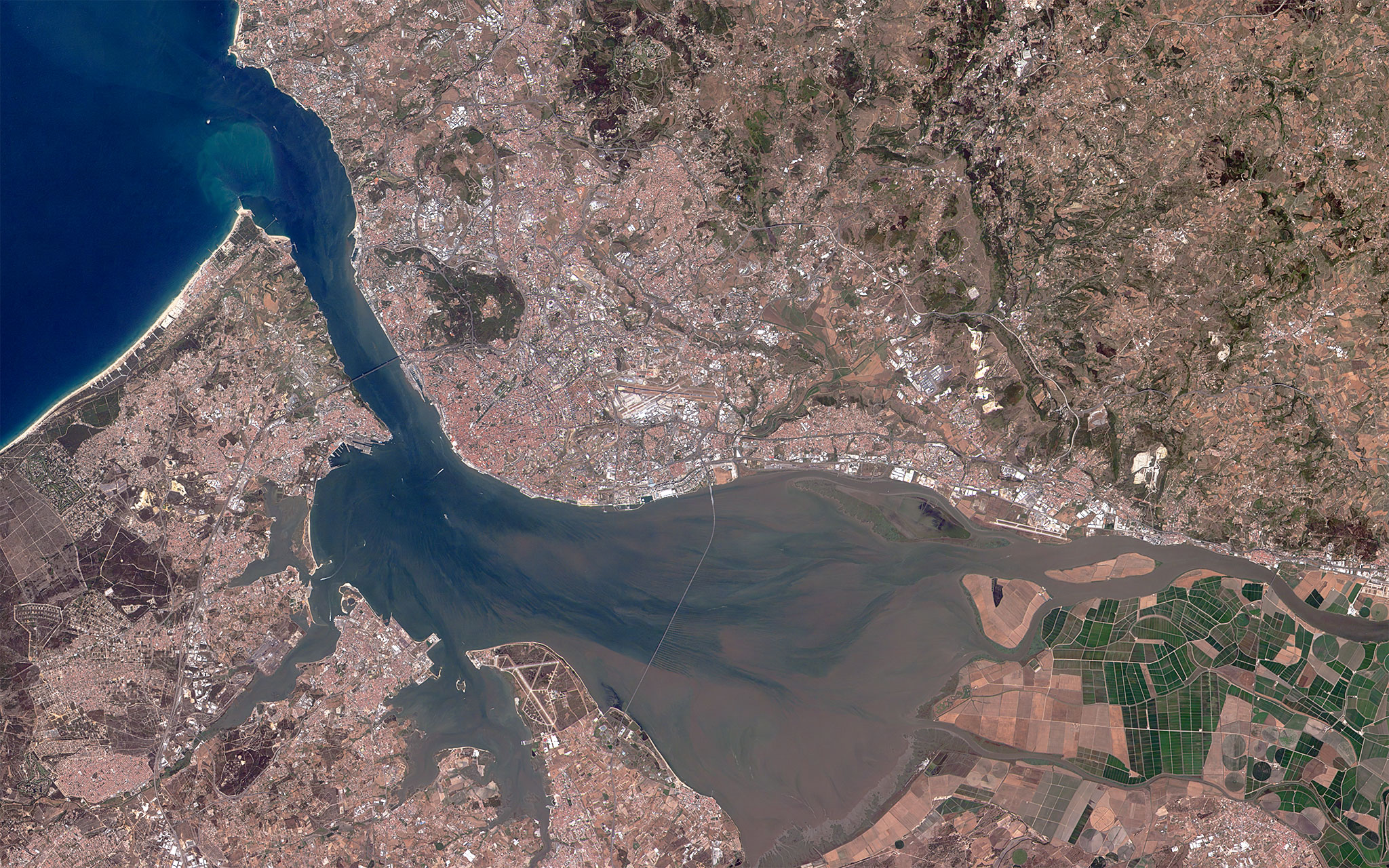
Estuario del Tajo (vista satélite) que marca la transición entre el río Tajo (derecha) y el Océano Atlántico (arriba a la izquierda).

La Reserva Natural fue creada en 1976, comprendiendo una área de 14 192 hectáreas, caracterizada por una extensa superficie de aguas de estuario, zonas de barros, recortadas por esteros, islotes, marismas, salinas y terrenos de aluviones agrícolas.
No excediendo los 11 metros por encima del nivel del mar y una profundidad de 10 metros, distribuida por los municipios de Alcochete, Benavente y Vila Franca de Xira, la reserva se inserta en la zona más río arriba del estuario de Tajo que, extendiéndose por una área de cerca de 32 km², es el mayor de Europa Occidental.
En los márgenes del estuario se desarrolla la marisma, cuya comunidad florística vive bajo la influencia de las aguas arrastradas por la marea. 
Región de gran productividad a nivel de poliquetos, moluscos y crustáceos, constituye un auténtico vivero para varias especies de peces. Pero es la avifauna acuática la que atribuye al estuario de Tajo su importancia internacional. Los efectivos de especies invernantes llegan a alcanzar cerca de 120 000 individuos. Los conteos regularmente efectuados indican que invernan en esta Área Protegida más de 10 000 anátidas y 50 000 limícolas, de las cuales se destaca la avoceta común Recurvirostra avosetta, con un número que puede ascender al 25 % de la población invernante en Europa.
En esta área existe el registro de 200 especies, que atestigua la riqueza biológica y el valor para la Conservación de la Naturaleza de esta región, destacándose: el flamenco (Phoenicopterus roseus), el ganso (Anser anser), la cerceta común (Anas crecca), el correlimos común (Calidris alpina), la canastera común (Glareola pratincola), el sisón (Tetrax tetrax) y la aguja colinegra (Limosa limosa).
Incluye algunas zonas saladas en el Río Tajo/Mar de la Paja.

## Estatuto de conservación
- 19 de julio de 1976 - Es creada la Reserva Natural del Estuario de Tajo, a través del Decreto-Ley N.º. 565/76
- 1980 - Pasa a formar parte de las Zonas Húmedas de Importancia Internacional, a través de la Convención de Ramsar.
- 1994 - Es instituida la Zona de Protección Especial para Aves Salvajes, en el ámbito de la Directiva 79/409/CEE

## Ciudades junto (o cerca) del "Mar de la Paja"
Lisboa, Samora Correa, Alcochete, Almada, Amora, Seixal, Barreiro, Montijo, Sacavém, Póvoa de Santa Iría, Alverca del Ribatejo, Alhandra y Vila Franca de Xira